# 1128년

## 연호
- 남송(南宋) 건염(建炎) 2년
- 금(金) 천회(天會) 6년
- 일본(日本) 다이지(大治) 3년
- 서하(西夏) 정덕(正德) 2년
- 리 왕조(李朝) 티엔투언(天順) 원년

## 기년
- 남송(南宋) 고종(高宗) 2년
- 금(金) 태종(太宗) 6년
- 고려(高麗) 인종(仁宗) 6년
- 서하(西夏) 숭종(崇宗) 43년
- 리 왕조(李朝) 신종(神宗) 원년

## 사건
- 고려의 인종이 묘청의 건의를 받아들여 서경에 대화궁을 지음.